# Gymnopleurus
Gymnopleurus là một chi bọ cánh cứng thuộc họ Scarabaeidae.

## Hình ảnh

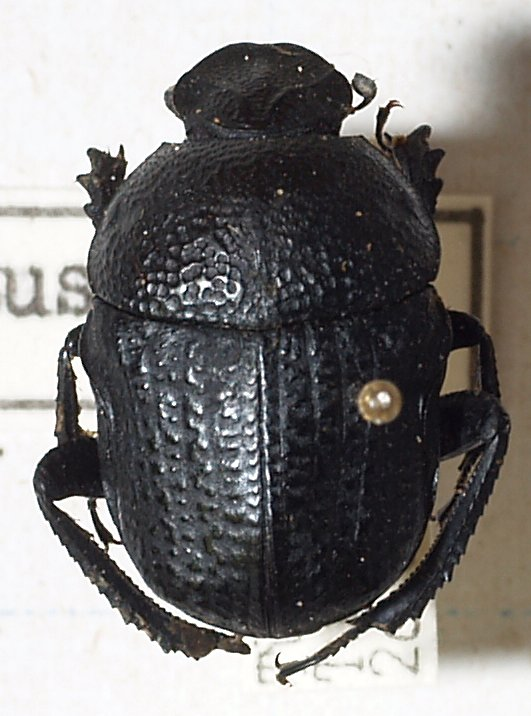
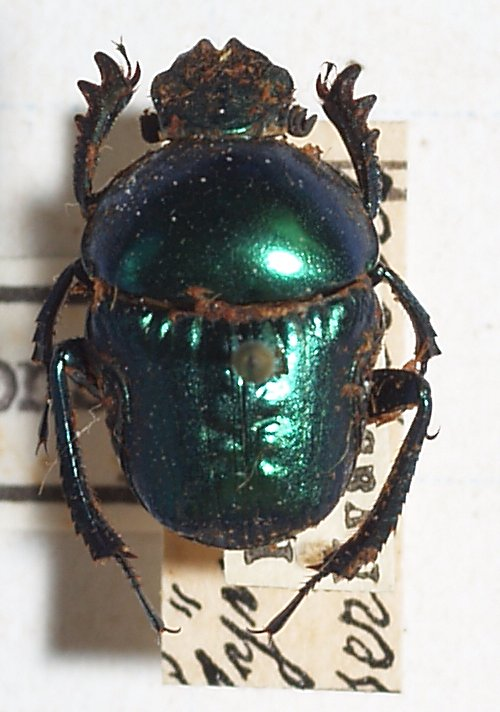
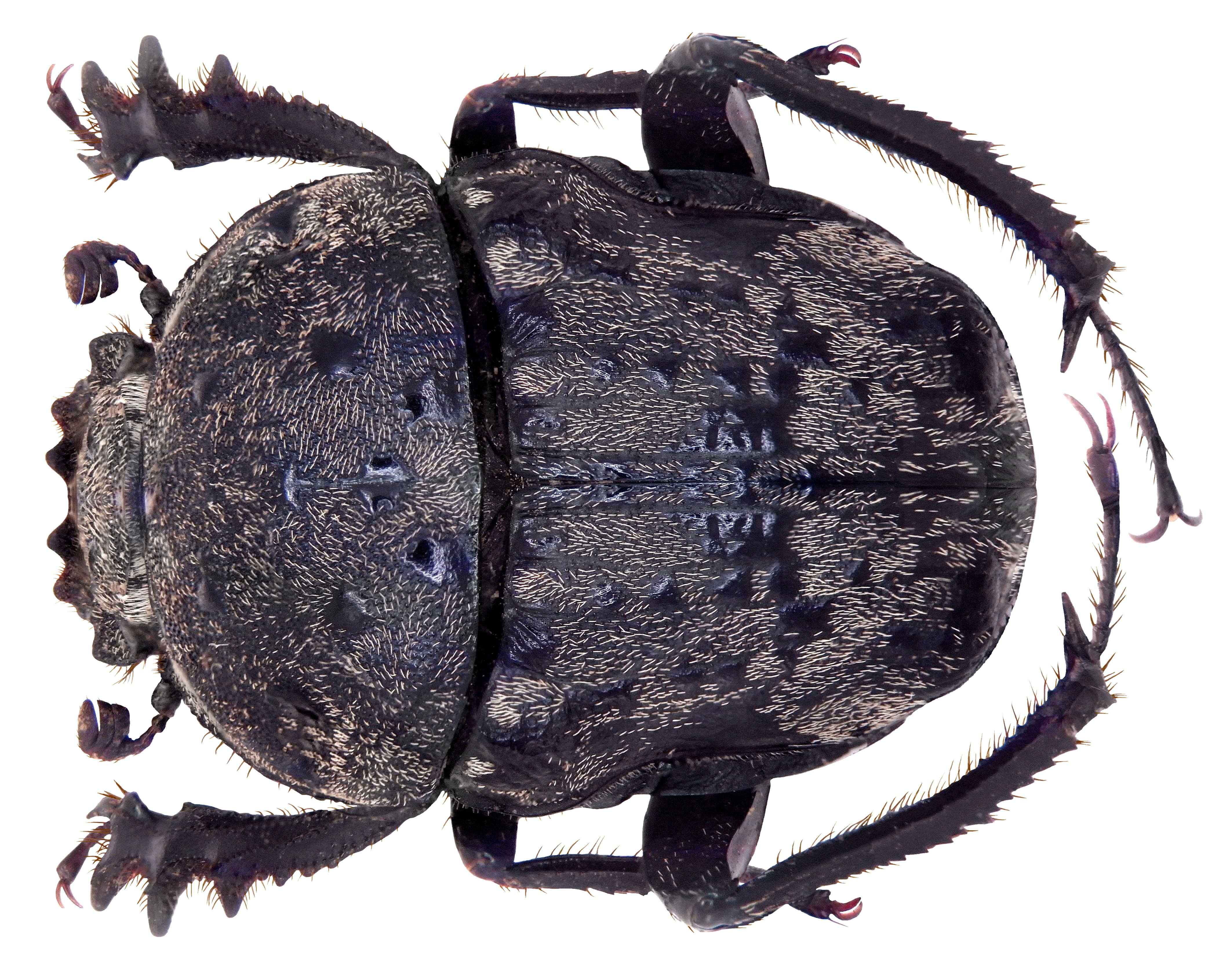
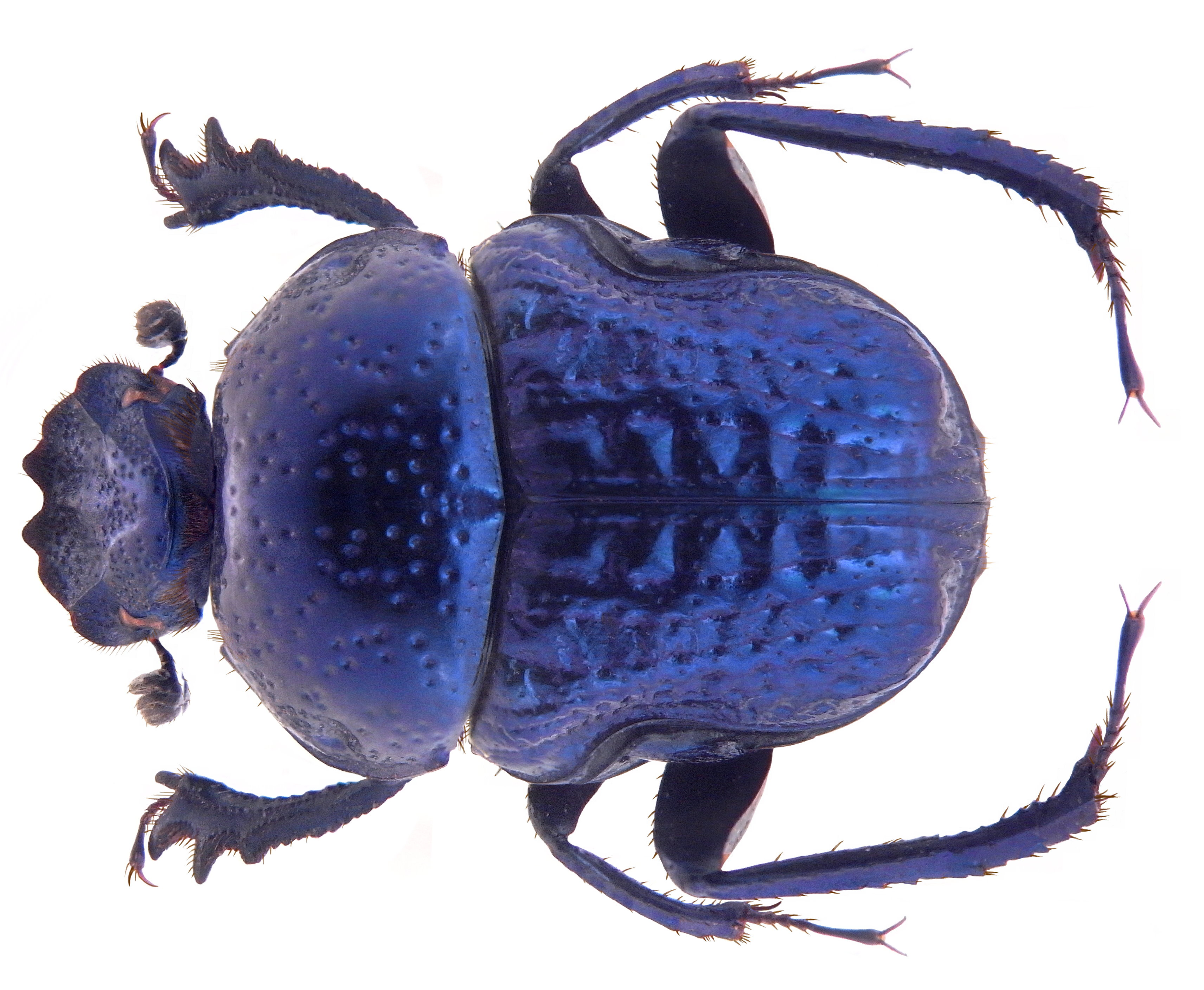